# Внематочная беременность
Внема́точная бере́менность (эктопическая беременность) — осложнение беременности, при котором прикрепление оплодотворённой яйцеклетки происходит вне полости матки (например, в фаллопиевых трубах, шейке матки, яичниках, брюшной полости). За редким исключением, внематочная беременность нежизнеспособна и нередко опасна для здоровья матери из-за внутреннего кровотечения. Внематочную беременность относят к состояниям, требующим неотложной медицинской помощи, так как без лечения она может привести к смертельному исходу.

## История
Первое упоминание эктопической беременности было сделано в 1611 году итальянским анатомом Риолани. До этого момента все подобные случаи относились к разрывам матки. В 1741 году французский акушер Андре Левре впервые научно описал эту патологию. В 1812 году немецкий врач Людвиг Хайм впервые поставил диагноз внематочной беременности во время жизни пациентки. В России первым описание этой патологии дал H. М. Амбодик-Максимович в 1784 году, а затем появились работы, посвящённые диагностике, патогенезу и лечению внематочной беременности.

## Этиология и патогенез
Основной причиной внематочной беременности в большинстве случаев являются нарушения процесса транспортировки оплодотворённой яйцеклетки в матку. Эндометриоз труб также может способствовать возникновению внематочной беременности. Возникновение этого состояния часто вызывается сочетанием нескольких факторов, но наиболее распространёнными причинами являются воспалительные заболевания придатков матки.
При нормальной беременности оплодотворение яйцеклетки сперматозоидом наступает в маточной трубе, откуда зигота поступает в полость матки, где достаточно места для развития плодного яйца. При внематочной беременности зигота не достигает полости матки и прививается в трубе или выталкивается из трубы в обратном направлении и прикрепляется в яичнике или на окружающей брюшине. Поскольку вне матки нет нормальных условий для развития эмбриона, ворсины хориона внедряются в ткань органа и повреждают её, вызывая кровотечение в брюшную полость.

## Классификация
По месту расположения внематочной беременности различают трубную, яичниковую, брюшную, шеечную беременности и беременность в рудиментарном роге матки. Чаще всего внематочная беременность развивается в фаллопиевой трубе, по локализации различают ампулярную (50 %), истмическую (до 40 %), интерстициальную (2—3 %), фимбриальную (5—10 %) беременности. Кроме того, выделяют гетеротопическую беременность, при которой имеются два плодных яйца, одно из которых расположено в матке, а другое вне её.

## Частота встречаемости
Внематочная беременность встречается примерно в 2 % от всех беременностей. Трубная беременность составляет 98,5—99,5 % от всех внематочных беременностей. Реже встречается беременность в рудиментарном роге матки (0,19 %), брюшная беременность (0,11 %) и яичниковая беременность (0,2 %).

## Факторы риска
В 30—50 % случаев внематочной беременности причины остаются неизвестными. К факторам риска относят:
- хирургические вмешательства в брюшной полости;
- контрацепцию внутриматочной системой или прогестерон-содержащими противозачаточных таблеток[7]. См. также антигестагены и гестагены для экстренной контрацепции;
- гормональный сбой либо гормональную недостаточность;
- ЭКО или ИКСИ[7];
- эндометриоз[7];
- воспалительные заболевания и инфекции женских половых органов[7];
- нарушение транспортной функции в маточных трубах;
- опухоли матки и её придатков;
- внематочная беременность в анамнезе[7];
- аномалии развития половых органов;

## Симптомы
На самых ранних стадиях внематочная беременность по течению не отличается от маточной и может сопровождаться тошнотой, сонливостью, повышенным аппетитом, увеличением и болезненностью молочных желез. Неблагоприятные симптомы обычно появляются в сроки от 3 до 8 недель со дня последней менструации. К ним относятся:
- Боль. Она может быть ноющей, схваткообразной или режущей. Возникает боль внизу живота на одной стороне, а при излитии крови в брюшную полость может отдавать в задний проход, подложечную область и плечи. Мочеиспускание и опорожнение кишечника также могут быть болезненными.
- Кровотечение. Несмотря на то, что при внематочной беременности кровотечение из повреждённых сосудов происходит в брюшную полость, часто при этом возникает и маточное кровотечение в связи с падением уровня прогестерона. Кровотечение может напоминать менструацию, но в большинстве случаев кровянистые выделения бывают скудными и продолжаются длительно. Обильное маточное кровотечение встречается крайне редко.
- Шок. При большой кровопотере могут наблюдаться потеря сознания, бледность кожных покровов, падение артериального давления, частый слабый пульс.

### Клиника трубной беременности
- Первая степень: Прогрессирующая внематочная беременность — оплодотворённое яйцо по мере роста внедряется в мышечную стенку трубы и разрушает её. Характеризуется вероятными признаками беременности и незначительными мажущими кровянистыми выделениями из половых путей.
- Вторая степень: Прервавшаяся внематочная беременность. Протекает по двум типам:
  - по типу трубного аборта — полная или частичная отслойка эмбриона от стенки маточной трубы и выход яйцеклетки в брюшную полость. Клиническая картина трубного аборта зависит от интенсивности кровотечения. Боли внизу живота, наличие выделений из половых путей в виде кровянистых сгустков. При исследовании матка увеличена и не соответствует сроку беременности, увеличены придатки, возникает болезненность заднего свода влагалища — Крик Дугласа.
  - по типу разрыва маточной трубы — как правило, возникает с 6 по 10 неделю беременности. Характеризуется развитием угрожающего для жизни внутреннего кровотечения в маточно-прямокишечное углубление (Дугласов карман). Резкая кинжальная боль внизу живота слева или справа. При исследовании задний свод влагалища выпирает, матка «плавает» — симптом Банки. Характерен симптом Ваньки-Встаньки.

## Диагностика
Во всех случаях задержки месячных, болей и кровянистых выделений должна быть заподозрена внематочная беременность. При симптомах шока, положительном тесте на беременность, отсутствии плодного яйца в матке и большом количестве жидкости в брюшной полости по УЗИ диагноз внематочной беременности не представляет трудностей. В остальных случаях определяющее значение имеет концентрация ХГЧ в крови и трансвагинальное УЗИ. Если уровень ХГЧ превышает 1500 мМЕ\мл, а плодное яйцо в полости матки не определяется, это может говорить о внематочной беременности. Если уровень ХГЧ ниже 1500мМЕ\мл, то целесообразно повторение анализа через 48 часов. Прирост менее чем в 1,6 раза, отсутствие роста или падение уровня ХГЧ свидетельствуют в пользу внематочной беременности. Обнаружение плодного яйца вне матки по УЗИ случается довольно редко, в большинстве случаев ориентируются на такие признаки, как отсутствие плодного яйца в матке, наличие свободной жидкости за маткой и неоднородного объёмного образования в области придатков на одной стороне.
При подозрении на внематочную беременность дифференциальный диагноз чаще всего проводится с аднекситом, аппендицитом и начинающимся выкидышем. Также стоит учитывать, что сильная боль в животе и обморочное состояние может свидетельствовать о других заболеваниях, таких как кишечная непроходимость, перитонит, разрыв яичниковых кист и перекручивание ножки опухолей яичников.

## Лечение
- Химиотерапия. Лечение метотрексатом эффективно на ранних сроках беременности; оно приводит к прекращению развития и рассасыванию плодного яйца[7]. После приёма метотрексата может возникнуть боль в животе, в этом случае можно принять парацетамол, но других НПВС следует избегать из-за возможного взаимодействия их с метотрексатом[7]. После приёма метотрексата необходим контроль уровня В-ХГЧ до тех пор, пока он не перестанет определяться. Если уровень В-ХГЧ не падает, необходим повторный приём. После лечения необходимо минимум на 6 месяца воздержаться от попыток забеременеть.
- Хирургическое. К операции прибегают во всех случаях неотложного состояния с признаками внутреннего кровотечения. В большинстве случаев проводят лапароскопическую операцию, при которой удаляют только плодное яйцо или маточную трубу при её разрыве.

## Последствия
Внематочная беременность может в дальнейшем приводить к бесплодию и повторной внематочной беременности. Вероятность нормальной беременности и родов составляет около 50 %, повторной внематочной беременности — около 20 %, бесплодия — около 30 %. При лечении метотрексатом в сравнении с хирургическим, или при сохранении маточной трубы в сравнении с её удалением вероятность бесплодия и повторной внематочной беременности меньше. Более гладкому протеканию послеоперационного периода, улучшению состояния маточных труб способствуют медикаментозное лечение. В некоторых случаях женщине может понадобится помощь психолога или психотерапевта. Даже при тубэктомии маточная труба с противоположной стороны нуждается в терапии, особенно если было сильное внутрибрюшное кровотечение. После внематочной беременности нужно очень внимательно отнестись к вопросу контрацепции. Не рекомендуется беременеть в течение, как минимум, шести месяцев после операции. Все это поможет благополучному зачатию и вынашиванию ребёнка.